# 広瀬なつめ
広瀬 なつめ（ひろせ なつめ、10月4日 - ）は日本の漫画家。北海道出身。女性。血液型A型。デビュー作品は『恋愛向上週間』。

## 作品リスト
特記がない限り、全て集英社、マーガレットコミックスから刊行されている。
- ワイルドダーリン!（1998年6月25日発売[2]、ISBN 4-08-848826-1）
- ドキドキしようよ!（全2巻）
  1. 1999年9月発行、ISBN 4-08-847122-9
  2. 1999年12月発行、ISBN 4-08-847159-8
- ベビィフェイスのためいき（2000年8月発行、ISBN 4-08-847266-7）
- 恋愛★レボリューション!（2001年10月発行、ISBN 4-08-847434-1）
- 東京スタイル爆弾（全3巻）
  1. 2002年2月発行、『別冊マーガレット』2001年10月号 - 2002年1月号、ISBN 4-08-847476-7
  2. 2002年8月発行、『別冊マーガレット』2002年2月号 - 2002年6月号、ISBN 4-08-847543-7
  3. 2003年3月発行、『別冊マーガレット』2002年9月号 - 2003年2月号、ISBN 4-08-847614-X
    - ランコのライブ潜入レポート（『別冊マーガレット』2002年9月号）
- 熱烈ティーンズ（2004年8月発行、ISBN 4-08-847777-4）
- 恋心パート2（2005年3月発行、ISBN 4-08-847838-X）
- ホントの恋をあげるね（2006年2月発行、ISBN 4-08-846036-7） 
  - ホントの恋をあげるね
  - 恋にならない
  - なまえを呼んで
- 君はキャンディ（2007年1月発行、ISBN 978-4-08-846137-3）  
  - 君はキャンディ
  - かわいいひと
  - ろくでなしの恋
  - 星が見ていた
- Return（2008年7月発行、ISBN 978-4-08-846317-9）
  - Return（『別冊マーガレット』2007年6月号）
  - バリバリLOVERS!!（『別冊マーガレット』2007年1月号）
  - 恋 蜜（『デラックスマーガレット』2007年9月号）
  - 2U（『デラックスマーガレット』2008年5月号）
  - なつまつ旅行記〜日本の中心であー!と叫ぶの巻〜（描きおろし）
- 7コール（2009年5月発行、ISBN 978-4-08-846409-1）
- LOVE DRUG（2009年11月25日発売[3]、『別冊マーガレット』2009年7月号 - 10月号、ISBN 978-4-08-846467-1）
  - なつめの極小部屋（描きおろし）
- リアルプロポーズ〜お隣くんとニセ婚年の差love days〜（秋田書店〈プリンセスコミックス〉、原作担当、作画：小藤まつ、『プチプリンセス』2023年Vol.72[4] - 2024年vol.93、全3巻）
  1. 2023年11月16日発売、ISBN 978-4-253-19898-1
  2. 2024年4月16日発売、ISBN 978-4-253-19899-8
  3. 2025年3月14日発売、ISBN 978-4-253-19900-1
- 処女と野獣（秋田書店〈プリンセスコミックス〉、『プチプリンセス』2024年vol.84 - 2025年vol.100、既刊1巻（電子書籍のみ））
- キスまで徒歩2秒（講談社〈KC Kiss〉、原案担当、漫画：小藤まつ、『Kiss』2024年7月号[5] - 、既刊2巻） - 『駆けるミント』が好評により連載化[5]

### 単行本未収録作品
- 恋愛向上週間（『デラックスマーガレット』1997年1月号、デビュー作）
- 恋するバカもの（『デラックスマーガレット』2008年1月号）
- 女王様とアタシ（『ザ マーガレット』2010年10月号）
- 運命のオトコ（『ザ マーガレット』2011年12月号）
- リマッチング♡マリッジ[6]（小学館、原作担当、作画：小藤まつ、『&フラワー』2022年7号[7]）
- 駆けるミント（講談社、原案担当、漫画：小藤まつ、『Kiss』2023年10月号[8]）